# Arragsia brunnea
Arragsia brunnea är en insektsart som beskrevs av Young 1986. Arragsia brunnea ingår i släktet Arragsia och familjen dvärgstritar. Inga underarter finns listade i Catalogue of Life.